# Chamnej
Il Chamnej (in russo Хамней?) è un fiume della Russia siberiana orientale meridionale (Buriazia), affluente di sinistra della Džida. Scorre nel rajon Zakamenskij della Repubblica autonoma della Buriazia.
Il fiume ha origine dalla confluenza dei fiumi Zun-Chamnej e Dundė-Chamnigan sui pendii meridionali dello spartiacque dei monti Chamar-Daban. Scorre in direzione sud. Sfocia nella Džida a 328 km dalla foce. La lunghezza del fiume è di 106 km ((dalla sorgente del Zun-Chamnej 118 km), l'area del bacino è di 3360 km².